# William Aleyn
William Aleyn (1420-1448) fue un pirata inglés durante el siglo XV. En las décadas de 1430 y 1440, asaltó barcos en todo el sureste de Inglaterra y, a veces, trabajó con el también pirata William Kyd en el río Támesis y el Canal de la Mancha. Al igual que otros de sus compañeros, Aleyn operaba libremente y sin la interferencia de las autoridades mientras estaba bajo la protección de funcionarios de aduanas corruptos.

## Biografía
En 1431, Aleyn figuraba como uno de varios piratas activos en la zona según un documento público publicado ese año. Se unió a William Kyd y varios otros en la captura de cuatro barcos que transportaban provisiones con destino a Ruan en Francia en el año de 1433. Quince años más tarde, él y Kyd comenzaron a apoderarse de barcos en el río Támesis y que lo ayudaron a apoderarse de barcos más grandes y llevarlos hasta el Canal de la Mancha. Fue particularmente activo cerca del Thanet, aunque no se supo más de él.